# Noyelle-Vion
Noyelle-Vion è un comune francese di 249 abitanti situato nel dipartimento del Passo di Calais nella regione dell'Alta Francia.

## Società

### Evoluzione demografica
Abitanti censiti